# Hirondelle à bande rousse
Petrochelidon rufocollaris
Espèce
Synonymes
- Hirundo rufocollaris
- Petrochelidon ruficollis

Statut de conservation UICN

 LC  : Préoccupation mineure
L'Hirondelle à bande rousse (Petrochelidon rufocollaris) est une espèce de passereaux de la famille des Hirundinidae.

## Répartition
Son aire s'étend sur l'ouest de l'Équateur et du Pérou.

### Liste des sous-espèces
- Petrochelidon rufocollaris aequatorialis Chapman, 1924
- Petrochelidon rufocollaris rufocollaris (Peale, 1848)